# Nanjing (TCM)
Nanjing (chinesisch 難經 / 难经, Pinyin Nánjīng, W.-G. Nan-ching – „Klassiker der Schwierigen Fragen“) ist ein altes chinesisches medizinisches Werk, das auch Huangdi bashiyi nanjing  (黃帝八十一難經 / 黄帝八十一难经,  Huang-ti pa-shih nan-ching – „Klassiker der 81 schwierigen Fragen des Huangdi [nei jing]“) genannt wird.

## Inhalt
Es ist das zweite grundlegende Werk der chinesischen Volksmedizin (alternativ: TCM – „Traditionelle Chinesische Medizin“) nach dem Klassiker des Gelben Kaisers zur Inneren Medizin (Huangdi neijing). Es wird traditionell Qin Yueren 秦越人 zugeschrieben (besser bekannt als Bian Que (扁鹊), dem außergewöhnliche Fähigkeiten nachgesagt werden) – einem der legendären Ärzte in der Geschichte der chinesischen Medizin aus der Zeit der Streitenden Reiche, doch Zheng Jinsheng et al. (2018) halten dies für unwahrscheinlich. Das wahrscheinliche Entstehungsdatum liegt im 1. bis 2. Jahrhundert, d. h. der Zeit der Späteren Han-Dynastie vor der Zeit der Drei Reiche (220–265). Sein Umfang wird unterschiedlich, darunter mit 5 juan angegeben, 13 Kapitel (di), 81 Abschnitte (shou).
Der Text ist wie das Neijing in Form von Fragen und Antworten organisiert. Seine einundachtzig Fragen und Antworten decken Bereiche ab, die sich auf Schwierigkeiten bei der Interpretation des Huangdi neijing Suwen beziehen. Er geht insbesondere auf die Pulsdiagnostik, Leitbahnlehre, in der Akupunktur verwendete Punkte und Akupunkturmethoden ein. Im Vergleich zum Neijing  gilt das Nanjing als übersichtlicher.

## Nanjing jizhu
Das Buch Nanjing jizhu (难经集注 ‚Nanjing mit gesammelten Kommentaren, Nanjing Kommentarsammlung‘) ist das früheste existierende kommentierte Ausgabe des Nanjing, das Buch ist in fünf Bände (juan, 卷) von dreizehn Kapitel (di, 第) einundachtzig Abschnitte (shou, 首) unterteilt (五卷十三第八十一首 Wǔ juàn shísān Dì bāshíyī Shǒu). Es wurde von Wang Jiushi 王九思 und anderen in der Zeit der Ming-Dynastie zusammengestellt und herausgegeben, die die Kommentare der Kaiserlichen Ärzte (taiyiling, 太医令) namens Lü Guang (吕广) aus Wu der Zeit der Drei Reiche, von Yang Xuancao 杨玄操 aus der Zeit der Tang-Dynastie, und aus der Song-Dynastie von Ding Deyong 丁德用, Yu Shu 虞庶 und Yang Kanghou 杨康侯 zum Nanjing aufzeichneten, von denen der Lü-Kommentar (von Lü Guang 吕广 aus dem Staat Wu) der früheste bekannte Kommentar ist. Diese Sammlung des Nanjing jizhu zitiert viele klassische medizinische Bücher wie den Klassiker der Inneren Medizin des Gelben Kaisers (Huangdi neijing) und andere Bücher der Geschichte und der Historie, die für das Verständnis der frühen Kommentare zum Nanjng und dem Studium der relevanten alten medizinischen Bücher von großem Referenzwert sind.
Das Buch ist in der chinesischen medizingeschichtlichen Reihe zum immateriellen Kulturerbe Zhongyi feiwuzhi wenhua yichan linchuang jingdian duben (etwa: „Immaterielles Kulturerbe der chinesischen Medizin, Textbücher klinischer Klassiker“) enthalten.